# Клітинний екстракт
Клітинний екстракт або лізат — зруйновані за допомогою механічного або хімічного (наприклад, осмотичним шоком) лізису клітини, що використовуються для відтворення біохімічних процесів in vitro в безклітинній системі. Проведення експериментів в клітинних екстрактах дозволяє контролювати вплив окремих компонентів на протікання складних клітинних процесів. При подальшому фракціонуванні екстрактів можуть виділяться та очищатися окремі білки, що використовються або для окремого дослідження, або для створення більш контрольованої безклітинної системи.
Вперше клітинні екстракти почали використоуватися в кінці 19 століття. На той час хімічне співтовариство не мало єдиної думки з питання про те, чи необхідні для зброджування цукрів живі клітини або каталітичні процеси відбуваються на рівні окремих молекул. У 1897 році німецькі хіміки брати Ганс і Едуард Бюхнер показали, що екстракт дріжджів каталізує ферментацію.